# Carlos Gavito

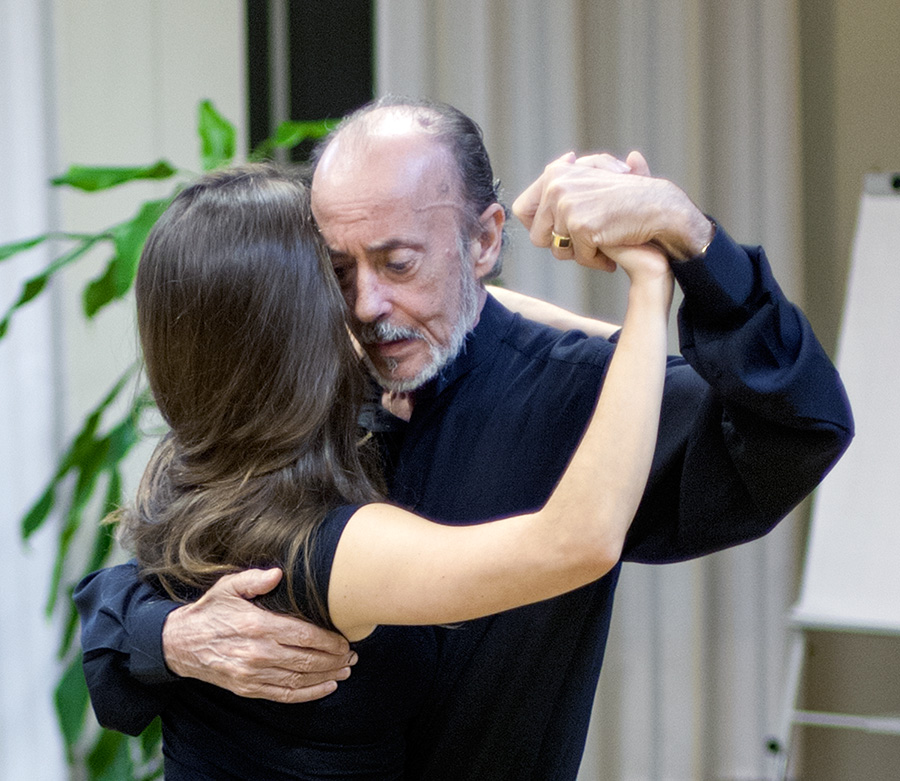
Carlos Gavito (2004)

Carlos Gavito (znany także jako Carlito) (ur. 27 kwietnia 1942, zm. 1 czerwca 2005) – tancerz tanga argentyńskiego.
Urodził się na przedmieściu Buenos Aires – Avellaneda. Zaczął karierę taneczną w 1965 r. w Buenos Aires. W 1974 r. zaczął pracować z zespołem Copesa. Jego pierwszą zawodową partnerka była Cristina Rey. Większość swojej kariery spędził tańcząc poza Argentyną. Występował w spektaklu na Broadwayu Forever Tango z Marcelą Durran gdzie tańczył  A Evaristo Carriego oraz S.V.P. Rola ta przyniosła mu sławę na świecie i w rodzimej Argentynie. Był uważany za jednego z ostatnich wielkich przedstawicieli milonguero – stylu tanga argentyńskiego. Jest pochowany w Cementerio de la Chacarita tam gdzie leży większość wielkich tangueros.